# موریتس یوهانسون
موریتس یوهانسون (انگلیسی: Mauritz Johansson; ۱۹ مارس ۱۸۸۱ – ۷ اکتبر ۱۹۶۶) ورزشکار ورزش تیراندازی اهل سوئد بود.
وی در مسابقات کشوری و بین‌المللی در مجموع برندهٔ ۱ مدال نقره، ۱ مدال برنز شده‌است.